# Benoît Damien
Benoît Côme Damien, né à Wallers le 10 novembre 1848 et mort à Aulnoy-les-Valenciennes le 5 janvier 1934 est un professeur de physique à Lille.

## Biographie
Benoît Damien est un normalien (1869), professeur de physique à la faculté des sciences de Lille et à l'Institut industriel du Nord (École centrale de Lille).
Née en 1848 à Wallers, il fait ses études au lycée de Douai, agrégé de physique il entre en 1887 à la faculté des sciences de l'université de Lille. Il succède à Jules Gosselet comme doyen de la faculté. Il obtient le prix Frédéric Kuhlmann pour ses travaux en optique.